# Associates
Associates (tot 1982 The Associates genoemd) was een Schotse postpunk- en synthpopband. 

## Biografie
De band werd in 1979 in Dundee opgericht door zanger Billy Mackenzie en gitarist Alan Rankine. De groep kreeg voor het eerst bekendheid nadat een cover van David Bowies 'Boys Keep Swinging' als debuutsingle werd uitgebracht. Dit leverde de band een contract bij Fiction Records op. Ze brachten daarop in 1980  hun debuutalbum The Affectionate Punch uit en in 1981 de singlescollectie Fourth Drawer Down. Beide albums kregen lovende kritieken. 
Het daaropvolgende jaar brachten ze hun succesvolste album uit, Sulk. Dit behaalde de tiende plek in de Britse albumlijst en twee singles van het album, Party Fears Two en Club Country behaalden respectievelijk plek 9 en 13 in de Britse singles chart. 
Na dit album verliet Rankine de groep. Mackenzie bleef tot 1990 onder de naam Associates (dus zonder 'the') muziek opnemen, nu onder contract van WEA Records. Als eenpersoonsband nam Rankine het album Perhaps (1985) op. De platenmaatschappij weigerde in 1988 het vierde Associates-album, The Glamour Chase, uit te geven omdat het niet commercieel succesvol zou zijn. Uiteindelijk is dit album in 2002 alsnog uitgebracht. Het laatste Associates-album, Wild and Lonely, is in 1990 uitgebracht op het label Circa Records.
Hierna stopte de band. Mackenzie en Rankine kwamen in 1993 weer bij elkaar. Ze namen enkele demo's op en plannen voor een tournee werden gemaakt. Er werden echter geen officiële opnamen gemaakt en het duo ging uit elkaar voordat de tourplannen concreet werden.
Mackenzie pleegde in 1997 zelfmoord. In 2023 overleed Rankine op 64-jarige leeftijd.

## Bezetting
- Billy Mackenzie – leadzang, gitaar (1979–1990, 1993) (overleden 1997)
- Alan Rankine – gitaars, keyboards (1979–1982, 1993) (overleden 2023)
- John Sweeney – drums (1979–1980)
- John Murphy – drums (1980–1981) (overleden 2015)
- Michael Dempsey – basgitaar (1980–1982)
- Steve Goulding – drums (1982–1983)
- Martha Ladly – keyboards, achtergrondzang (1982-1986)
- Miffy Smith - keyboards, saxofoon (1983-1984)
- Martin Lowe – live gitaar (1982)
- Ian McIntosh – live en radiosessie gitaar (1982–1985)
- Steve Reid – gitaar (1982–1984)
- Roberto Soave – basgitaar (1983–1985)
- Jim Russell – drums (1984)
- Howard Hughes – keyboards (1982–1990)
- Moritz von Oswald – drums, percussie (1985–1990)

## Discografie
Studio-albums
- 1980: The Affectionate Punch
- 1982: Sulk
- 1985: Perhaps
- 1990: Wild and Lonely

### NPO Radio 2 Top 2000
| Nummer met noteringen in de NPO Radio 2 Top 2000 | '00 | '01  | '02  | '03  | '04  | '05  | '06 | '07  | '08  |
| ------------------------------------------------ | --- | ---- | ---- | ---- | ---- | ---- | --- | ---- | ---- |
| Breakfast                                        | 946 | 1147 | 1214 | 1622 | 1620 | 1832 | -   | 1908 | 1895 |

1. ↑  Een '-' betekent dat het nummer niet was genoteerd en een vetgedrukt getal geeft de hoogste notering aan.
2. ↑  2000 was het eerste jaar met een notering voor dit nummer.
3. ↑  Deze tabel is bijgewerkt tot en met de laatste editie (2024).